# Prosopocera ochraceomaculata
Prosopocera ochraceomaculata es una especie de escarabajo longicornio del género Prosopocera, tribu Prosopocerini, familia Cerambycidae. Fue descrita científicamente por Breuning en 1936.
Se distribuye por Camerún, República Democrática del Congo y Tanzania. Mide 14 milímetros de longitud. El período de vuelo ocurre en los meses de noviembre y diciembre.